# Алианс за демокрация и федерация – Африканско демократично обединение
Алиансът за демокрация и федерация – Африканско демократично обединение (на френски: Congrès pour la Démocratie et le Progrès) е центристка либерална политическа партия в Буркина Фасо.
Основана е от бившия министър-председател и противник на диктатурата от 80-те години Жерар Уедраого, а от 2003 година се ръководи от неговия син Жилбер Ноел Уедраого. Партията участва в правителството на доминиращия в страната Конгрес за демокрация и прогрес.
На парламентарните избори през 2012 година партията получава 11% от гласовете и 19 от 127 места в Националното събрание.